# Adaptador de 45 rpm

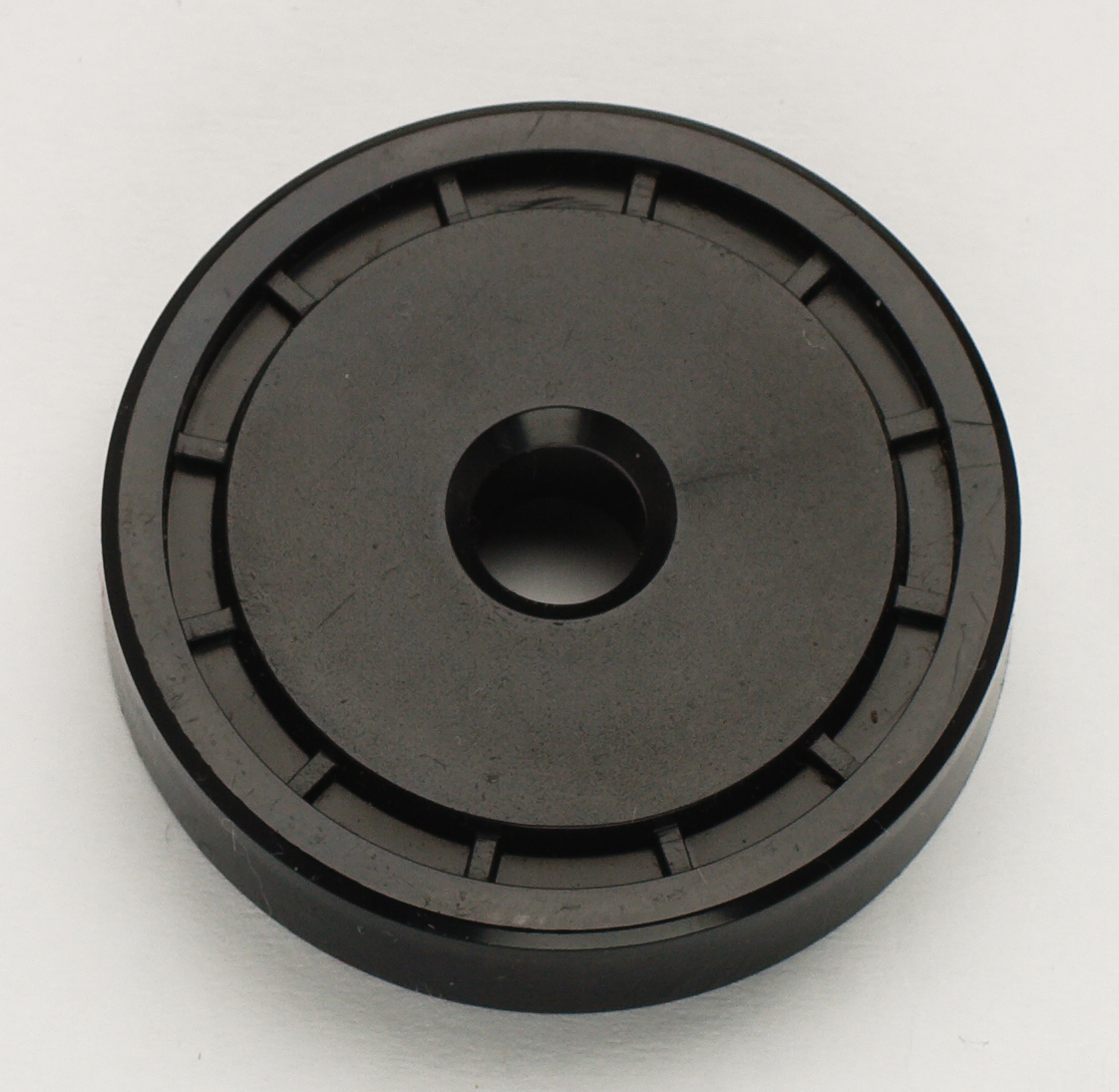
Adaptador de un tocadiscos, utilizado para poder reproducir discos con orificio de 1,5" (38,1 mm) de diámetro

Un adaptador de 45 rpm es una pequeña pieza de plástico o de metal que se inserta en el orificio de un disco de 45 rpm (de 38,1 mm de diámetro), de forma que pueda reproducirse en un tocadiscos con un eje de tamaño estándar (de 7,26 mm de diámetro). El adaptador puede ser una pequeña pieza en forma de disco que se ajusta al eje (lo que significa que solo se puede reproducir un disco de 45 rpm cada vez) o un adaptador más grande que se ajusta a todo el eje de un cambiador de discos, lo que permite reproducir una serie de discos apilados de 45 rpm. Suelen denominarse ejes para 45. Algunos fabricantes comercializaron sistemas para sustituir un eje estándar por un eje apto para discos de 45 rpm.

## Historia

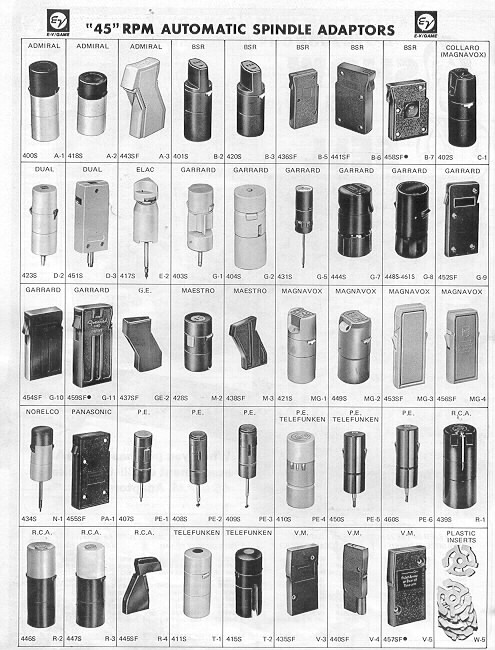
Distintos tipos de adaptadores de 45 rpm, incluyendo numerosos modelos automáticos

Los adaptadores tienen su origen en la decisión de la compañía Radio Corporation of America (RCA), de lanzar en 1949 un nuevo formato de disco microsurco de 7" de diámetro a 45 rpm, iniciando una guerra de formatos con Columbia Records, que poco tiempo antes había lanzado el formato LP a 33 ⅓ rpm en discos de 12". Mientras que el formato LP continuaba utilizando el orificio central estándar de 7,26 mm, los discos de RCA, diseñados para manejarse más fácilmente en las "jukebox" (las clásicas máquinas tocadiscos tragaperras frecuentes en los bares desde la década de 1950), tenían un orificio central de casi 4 cm de diámetro. Esta circunstancia hacía que los nuevos discos sencillos de RCA no se pudieran reproducir en un tocadiscos estándar, debido a su diferente velocidad de giro. Poco tiempo después, cuando se vio que los dos formatos iban a compartir el mercado fonográfico, los fabricantes de equipos musicales adaptaron rápidamente sus tocadiscos para girar tanto a 33 ⅓ como a 45 rpm, resolviéndose el problema del gran orificio de los discos sencillos mediante distintos tipos de adaptadores.
A partir de entonces, los nuevos tocadiscos pasaron a incluir una pieza de plástico con forma de disco perforado en su centro (su forma recuerda a la pastilla que se utiliza en el hockey sobre hielo, por lo que en inglés se denomina coloquialmente como puck), que insertada en el eje metálico central, permitía situar correctamente los discos de 45 rpm para ser reproducidos. Los insertos fijos del tipo spider tenían la misma función, pero con la ventaja de que podían apilarse varios discos para su reproducción secuencial automática en los mecanismos que con este fin solían incluir muchos tocadiscos para reproducir LPs en serie.

## Insertos metálicos
Los primeros insertos de 45 rpm fueron presentados por la Webster-Chicago Corporation, también conocida simplemente como Webcor. Estaban hechos de zinc sólido, siendo difíciles de insertar y casi imposibles de quitar sin romper el disco. La marca Fidelitone también fabricó un adaptador de metal, de forma algo diferente, pero igualmente difícil de usar.

## Centros troquelados

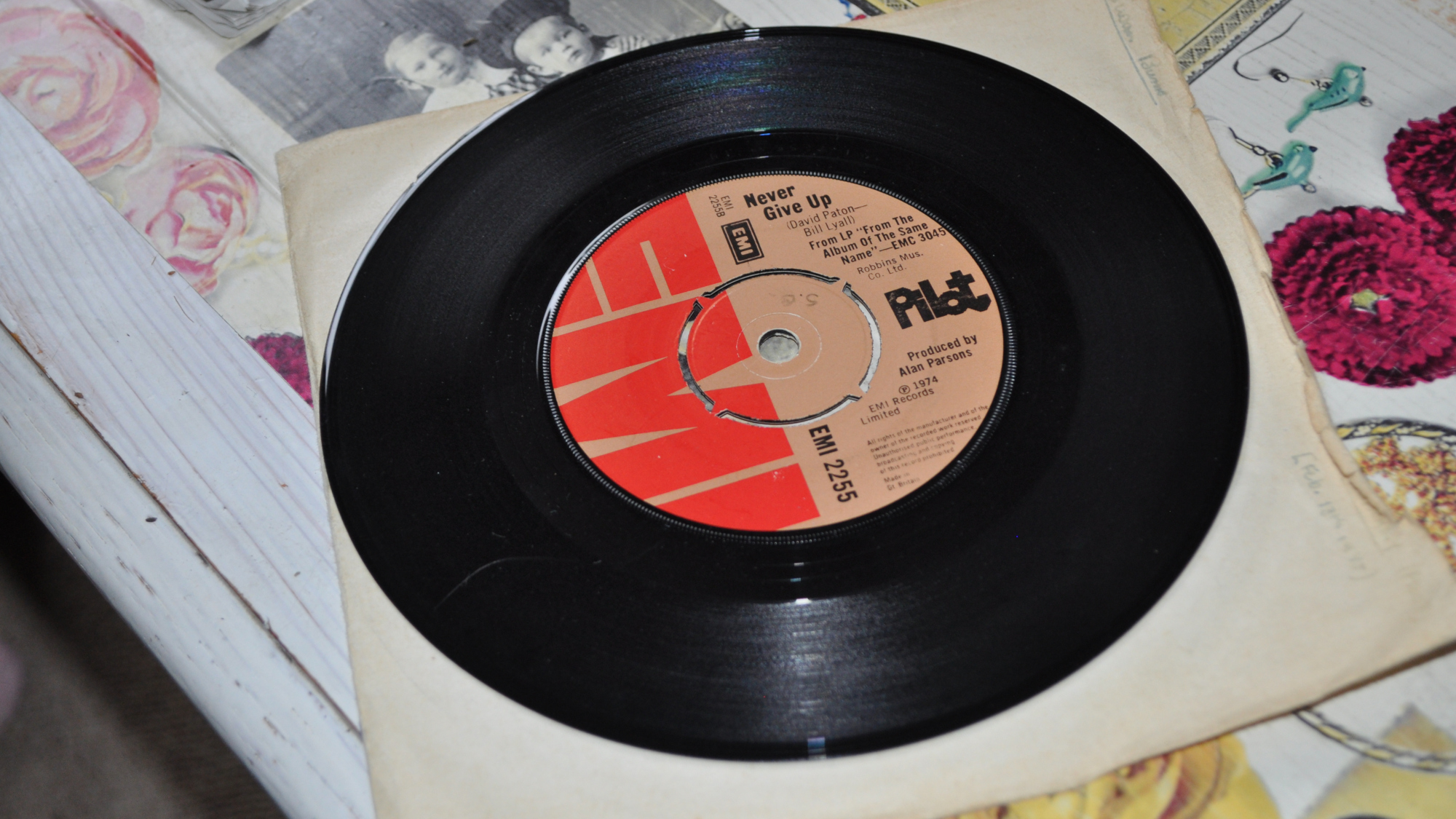
Disco EMI con el centro troquelado

Capitol Records durante un tiempo produjo lo que se llamaron "Discos de Centro Opcional" ("OC 45"), que tenían en el centro una sección triangular moldeada con un orificio pequeño para ejes de tocadiscos estándar, que se podía eliminar fácilmente rompiendo los tres delgados puntos de unión de la pieza, para usarse en tocadiscos con ejes para 45 rpm. Algunas ediciones del sello EMI y otros discos británicos tenían una disposición similar. La versión de EMI incluía un troquelado circular, con cuatro pequeños puntos de contacto que sujetaban la parte central al resto del disco.

## "Spider"

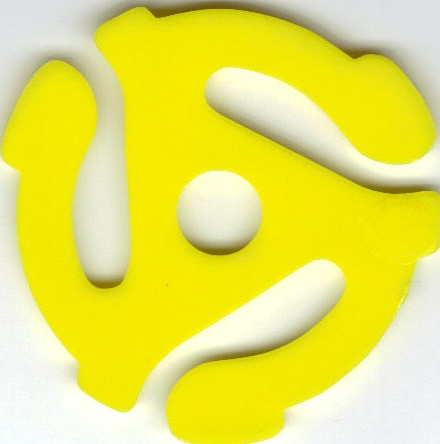
Inserto de plástico de 45 rpm tipo "spider"

La antigua RCA Corporation introdujo un inserto de plástico a presión conocido como "spider" (araña) para hacer que los discos de 45 rpm fueran compatibles con el tamaño de eje más pequeño de un tocadiscos LP de 33⅓ rpm. Encargadas por el presidente de la RCA, David Sarnoff, e inventadas por Thomas Hutchison, las arañas se hicieron muy populares en la década de 1960, y se vendieron decenas de millones por año. El adaptador de Hutchison incluía pequeñas protuberancias denominadas "pivotes de transmisión", que evitaban que los discos apilados patinaran unos contra otros al ser reproducidos secuencialmente. Varios fabricantes produjeron adaptadores tipo "araña" con formas ligeramente distintas y muchos colores diferentes, aunque el amarillo y el rojo fueron los más utilizados.

## Extender y SX2

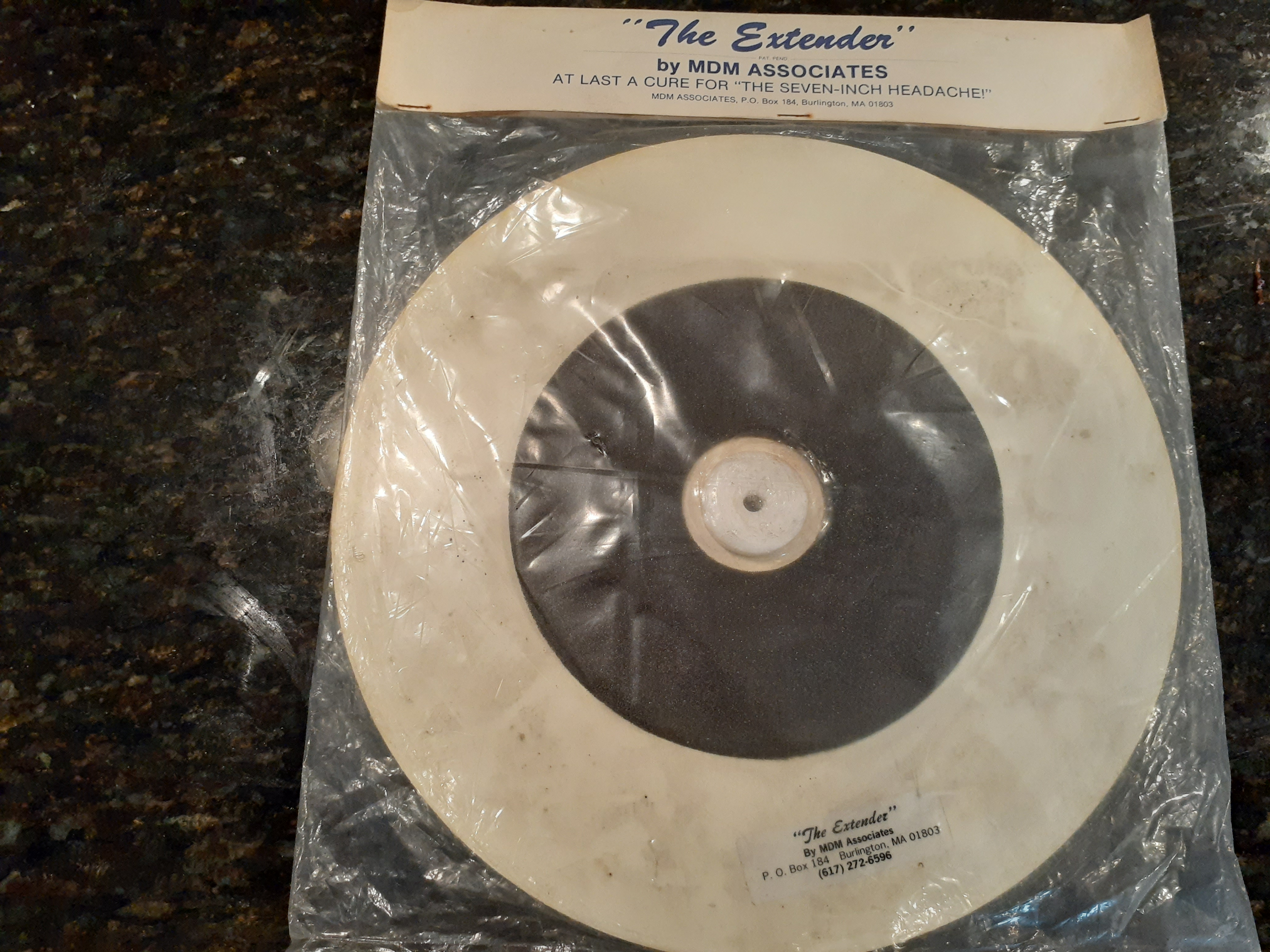
"The Extender" en su embalaje original

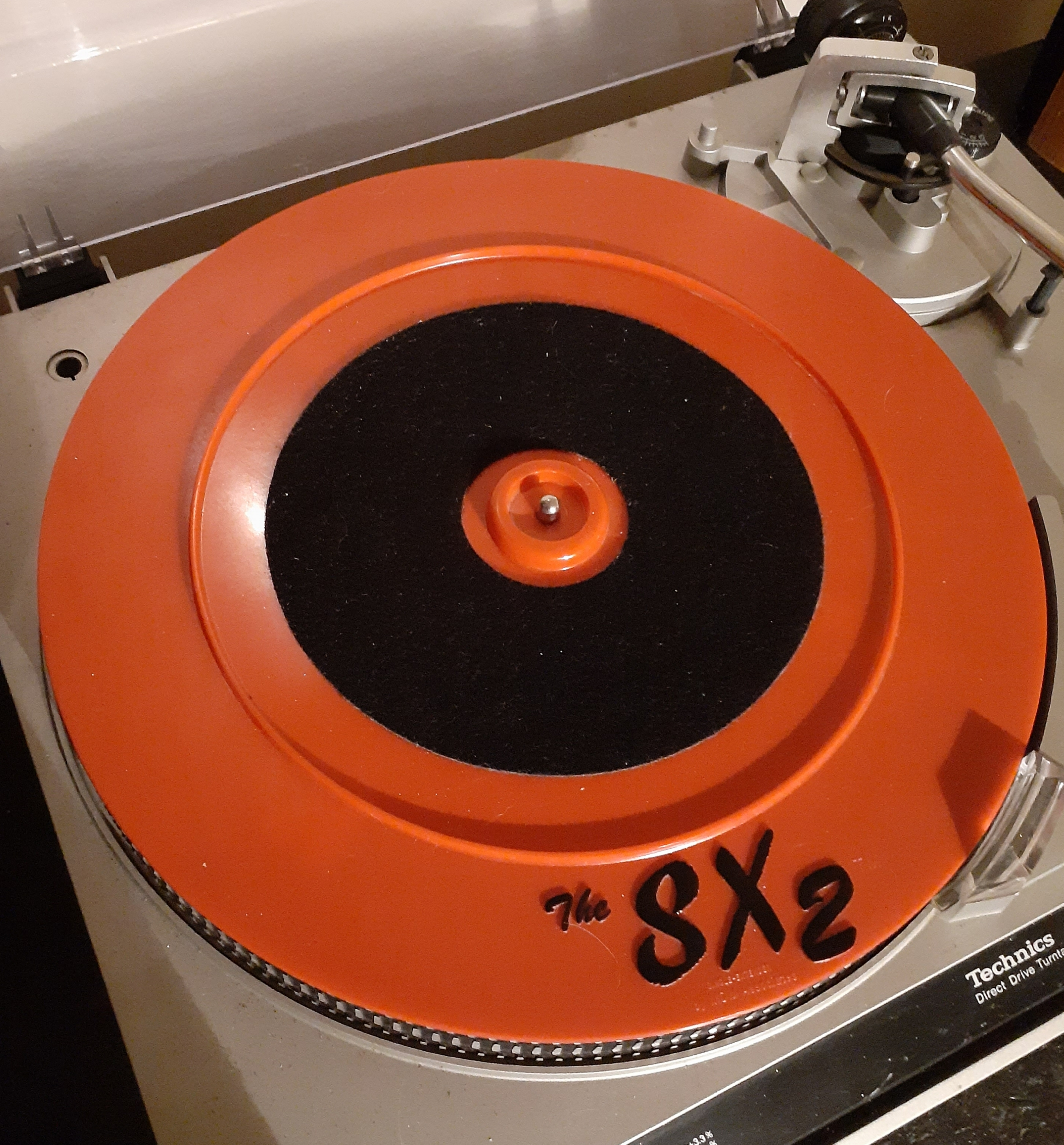
Adaptador SX2

The Extender y el SX2 fueron diseñados y fabricados por Mark McLaughlan entre principios de los años 1980 y principios de los 1990. McLaughlan, un pinchadiscos de un club nocturno del área de Boston, ideó el diseño para hacer que los discos de 7" fueran más fáciles de manejar cuando se mezclaban cortes sonoros. El diseño original (The Extender) se componía de un plato formado por una serie de láminas de plástico troqueladas. El propio McLaughlan llevó las láminas en el techo de su automóvil desde el proveedor en Cambridge (junto a Boston) hasta la máquina de corte en Ipswich, para luego rematar a mano el ensamblaje final, uniendo a las láminas troqueladas un centro de acrílico cortado en un torno y una almohadilla de espuma.
El SX2 (Single Extender, Rev 2) se fabricó mediante inyección de plástico en Spirit, Inc. en Wakefield (Massachusetts). Una de las principales revisiones de diseño que se requirió fue añadir una serie de "nervaduras" en la parte inferior del plato para evitar deformaciones debidas a los cambios de temperatura durante el proceso de fabricación. También se agregó un reborde elevado para contener el cabezal en caso de que se produjera un error al manejar el giradiscos, y una superficie pulida en su interior para minimizar el daño a la aguja. Debido a su producción limitada, el SX2 se ha convertido en una rareza muy buscada entre los DJ profesionales.